# ATP Finals 2022 – Dublu
Pierre-Hugues Herbert și Nicolas Mahut au fost campionii en-titre, dar nu au reușit să se califice în acest an.
Rajeev Ram și Joe Salisbury i-au învins pe Nikola Mektić și Mate Pavić în finală, cu 7–6(7–4), 6–4  pentru a câștiga titlul de tenis de dublu la finala ATP 2022. A fost primul lor titlu la Turneul Campionilor. Salisbury a devenit primul britanic care a câștigat un titlu de dublu ATP Finals.
Wesley Koolhof și Neal Skupski și-au asigurat prima poziție la dublu de la sfârșitul anului, după ce au câștigat primul lor meci din faza grupelor. Ram a fost, de asemenea, în competiție pentru clasamentul de la sfârșitul anului la începutul turneului.

## Capi de serie
1. Wesley Koolhof /  Neal Skupski (semifinale)
2. Rajeev Ram /  Joe Salisbury (campioni)
3. Marcelo Arévalo /  Jean-Julien Rojer (round robin)
4. Nikola Mektić /  Mate Pavić (finală)
5. Ivan Dodig /  Austin Krajicek (round robin)
6. Lloyd Glasspool /  Harri Heliövaara (semifinale)
7. Marcel Granollers /  Horacio Zeballos (round robin)
8. Thanasi Kokkinakis /  Nick Kyrgios (round robin)

## Înlocuitori
1. Matthew Ebden /  Max Purcell (nu au jucat)
2. Tim Pütz /  Michael Venus (nu au jucat)

## Tabloul principal

### Finală
|  | Semifinale | Semifinale                       | Semifinale | Semifinale               | Semifinale |   |    | Finală                   | Finală | Finală | Finală | Finală |  |
|  |            |                                  |            |                          |            |   |    |                          |        |        |        |        |  |
|  | 4          | Nikola Mektić Mate Pavić         | 6          | 64                       | [10]       |   |    |                          |        |        |        |        |  |
|  | 4          | Nikola Mektić Mate Pavić         | 6          | 64                       | [10]       |   |    |                          |        |        |        |        |  |
|  | 6          | Lloyd Glasspool Harri Heliövaara | 4          | 7                        | [6]        |   |    |                          |        |        |        |        |  |
|  | 6          | Lloyd Glasspool Harri Heliövaara | 4          | 7                        | [6]        |   | 4  | Nikola Mektić Mate Pavić | 64     | 4      |        |        |  |
|  |            |                                  |            |                          |            |   | 4  | Nikola Mektić Mate Pavić | 64     | 4      |        |        |  |
|  |            |                                  | 2          | Rajeev Ram Joe Salisbury | 7          | 6 |    |                          |        |        |        |        |  |
|  | 2          | Rajeev Ram Joe Salisbury         | 2          | Rajeev Ram Joe Salisbury | 7          | 6 | 79 | 6                        |        |        |        |        |  |
|  | 2          | Rajeev Ram Joe Salisbury         |            |                          |            |   |    |                          |        |        |        |        |  |
|  | 1          | Wesley Koolhof Neal Skupski      | 67         | 4                        |            |   |    |                          |        |        |        |        |  |

### Grupa Verde
|   |                                 | Koolhof Skupski       | Mektić Pavić       | Dodig Krajicek   | Kokkinakis Kyrgios    | RR W–L | Set W–L      | Game W–L       | Ordine |
| 1 | Wesley Koolhof Neal Skupski     |                       | 4–6, 6–7(3–7)      | 7–5, 4–6, [10–6] | 6–7(3–7), 6–4, [10–5] | 2–1    | 4–4 (50%)    | 35–35 (50%)    | 2      |
| 4 | Nikola Mektić Mate Pavić        | 6–4, 7–6(7–3)         |                    | 6–4, 3–6, [10–7] | 7–6(7–4), 7–6(7–4)    | 3–0    | 6–1 (85.71%) | 37–32 (53.62%) | 1      |
| 5 | Ivan Dodig Austin Krajicek      | 5–7, 6–4, [6–10]      | 4–6, 6–3, [7–10]   |                  | 6–3, 4–6, [6–10]      | 0–3    | 3–6 (33.33%) | 31–32 (49.21%) | 4      |
| 8 | Thanasi Kokkinakis Nick Kyrgios | 7–6(7–3), 4–6, [5–10] | 6–7(4–7), 6–7(4–7) | 3–6, 6–4, [10–6] |                       | 1–2    | 3–5 (37.5%)  | 33–37 (47.14%) | 3      |

### Grupa Roșie
|   |                                    | Ram Salisbury          | Arévalo Rojer         | Glasspool Heliövaara | Granollers Zeballos    | RR W–L | Set W–L      | Game W–L       | Ordine |
| 2 | Rajeev Ram Joe Salisbury           |                        | 3–6, 7–6(7–4), [10–5] | 7–5, 6–4             | 6–3, 6–7(8–10), [10–8] | 3–0    | 6–2 (75%)    | 37–31 (54.41%) | 1      |
| 3 | Marcelo Arévalo Jean-Julien Rojer  | 6–3, 6–7(4–7), [5–10]  |                       | 5–7, 6–7(3–7)        | 6–1, 6–7(3–7), [10–7]  | 1–2    | 3–5 (37.5%)  | 36–33 (52.17%) | 3      |
| 6 | Lloyd Glasspool Harri Heliövaara   | 5–7, 4–6               | 7–5, 7–6(7–3)         |                      | 6–0, 6–4               | 2–1    | 4–2 (66.67%) | 35–28 (55.56%) | 2      |
| 7 | Marcel Granollers Horacio Zeballos | 3–6, 7–6(10–8), [8–10] | 1–6, 7–6(7–3), [7–10] | 0–6, 4–6             |                        | 0–3    | 2–6 (25%)    | 22–38 (36.67%) | 4      |

Ordinea este determinată de: 1. numărul de victorii; 2. numărul de meciuri; 3. în caz de egalitate doi jucători, rezultat head-to-head; 4. în caz de egalitate trei jucători, procentul de seturi câștigate, apoi procentul de jocuri câștigate, apoi rezultat head-to-head; 5. clasament ATP.